# Neominthoidea trinidadensis
Neominthoidea trinidadensis är en tvåvingeart som beskrevs av Thompson 1968. Neominthoidea trinidadensis ingår i släktet Neominthoidea och familjen parasitflugor. Inga underarter finns listade i Catalogue of Life.